# Hamburg-Wohldorf-Ohlstedt
Wohldorf-Ohlstedt ist heute ein Stadtteil der Freien und Hansestadt Hamburg im Bezirk Wandsbek. Er wurde 1872 aus den Hamburger Ortsteilen Ohlstedt im Süden und Wohldorf im Norden zusammengelegt. Ohlstedt gehört zu den wohlhabendsten Stadtteilen Hamburgs. Das Bild dieses Stadtteils ist überwiegend durch herrschaftliche Villenanwesen auf großzügigen, parkähnlichen Grundstücken geprägt. Wohldorf-Ohlstedt ist eines der so genannten Walddörfer. Diese zählen zu den natürlichsten und von der Vegetation her reichsten Wohnregionen Hamburgs.

## Geschichte

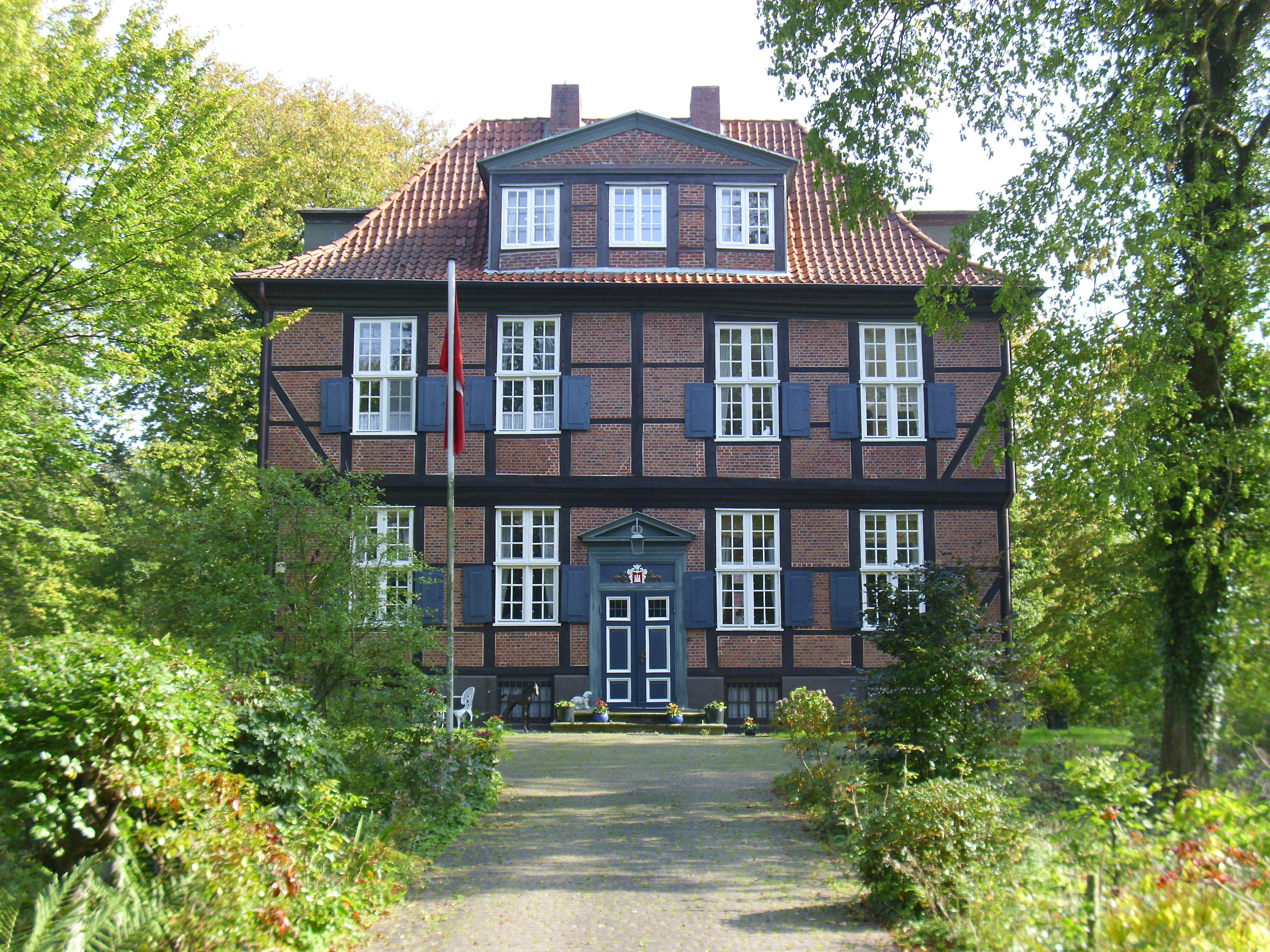
Im Wohldorfer Herrenhaus von 1714 residierten die Hamburger Ratsherren und später Senatoren, wenn sie die Walddörfer bereisten.

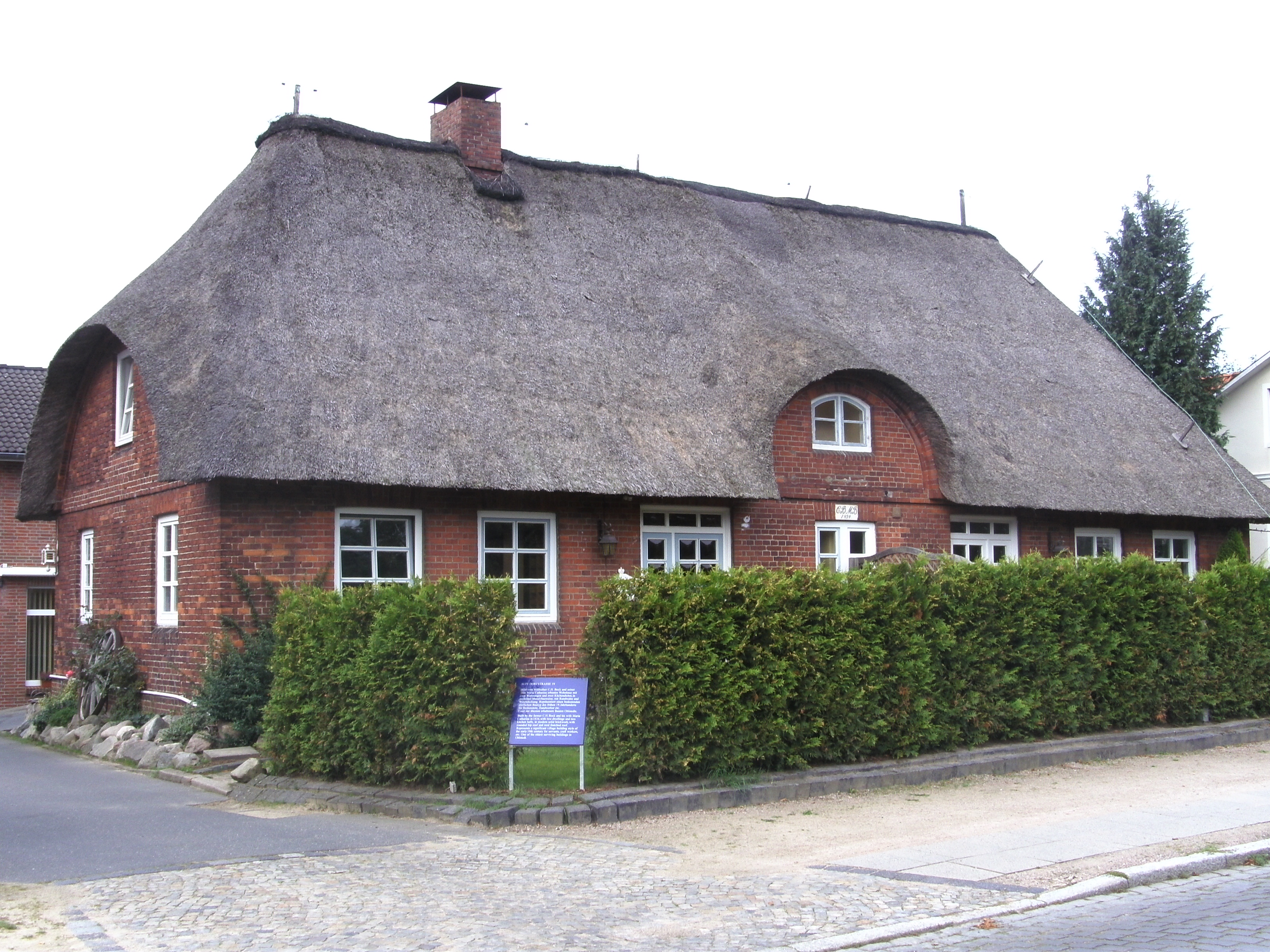
Die Kate von 1834 ist das älteste erhaltene Gebäude in der Alten Dorfstraße.

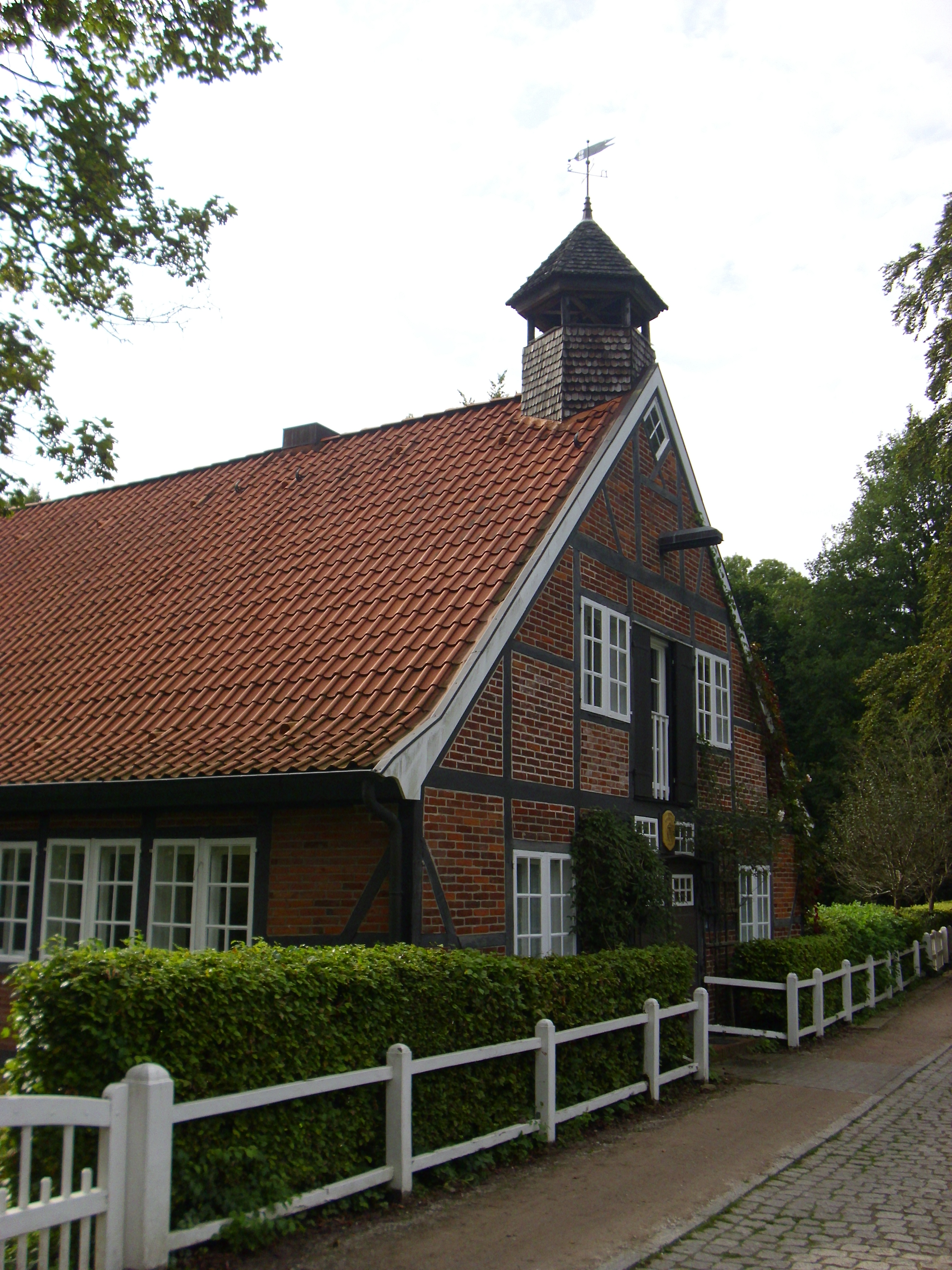
Der Kupferhof in Wohldorf und seine Umgebung tragen ihren Namen von dieser Kupfermühle.

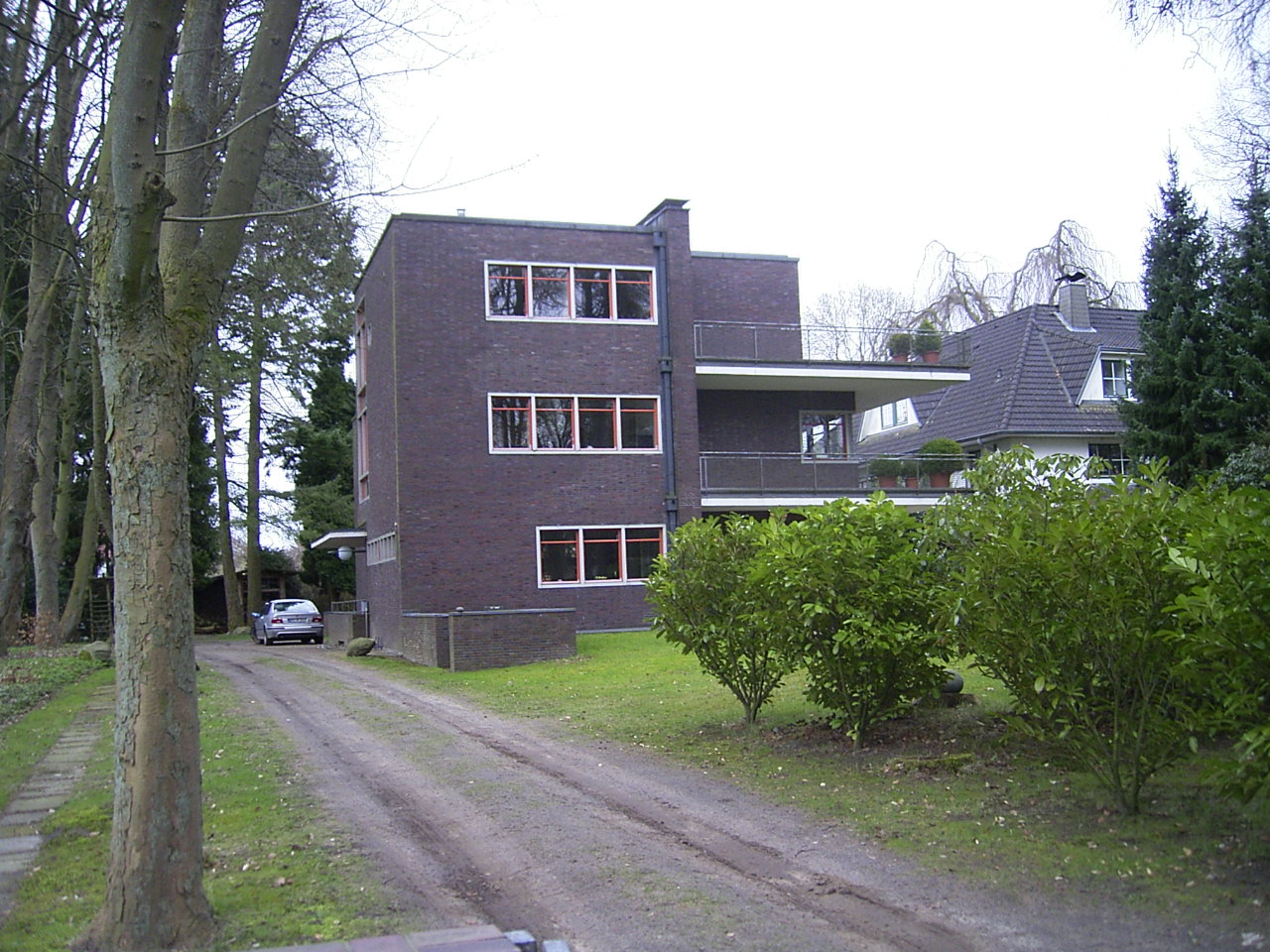
Von Karl Schneider entworfenes Wohnhaus in der Bredenbekstraße 29. Der Bauherr brauchte 1928 für dieses damals avantgardistische Gebäude eine Sondergenehmigung von Fritz Schumacher

Die erste urkundliche Erwähnung von Ohlstedt war 1292. Elf Jahre später wurde Wohldorf 1303 erstmals erwähnt. Seit 1306 lässt sich die Burganlage des Herrenhauses in Wohldorf nachweisen. Wohldorf kam 1370 in den Besitz von Hamburger Bürgern. 1374 wurde die Burganlage von Hamburg zerstört. Ohlstedt wurde 1391 an hamburgische Bürger verpfändet und 1407 an Bürgermeister Hildemar Lopowe verkauft. 1437 ging Wohldorf endgültig in Hamburger Besitz über, Ohlstedt folgte im Jahre 1463. 1471 entstand die Wohldorfer Kornmühle und 1489 fand die Errichtung des Wohldorfer Herrenhauses statt, das 1712 bis 1714 durch einen Neubau ersetzt wurde. Spätestens 1529 (eventuell aber auch schon Mitte des 15. Jahrhunderts) wurde die Alsterschleuse errichtet, die früher erhebliche Bedeutung für die Alsterschifffahrt hatte (Ende des 16. Jahrhunderts wurden bis zu 600 Schleusungen pro Jahr gezählt), heute jedoch nur noch der Wasserregulierung dient. 1622 wurde der Kupferhof in Wohldorf als Messingdrahtmühle errichtet. Später diente er als Walckmühle. Den heutigen Namen hat das Gebäude von seiner Nutzung als Kupferhammer seit 1686. In der zweiten Hälfte des 19. Jahrhunderts wurde dort eine Baumwollweberei betrieben, die bis zu 150 Arbeiter beschäftigt. Nach deren Stilllegung 1899 kaufte Johannes Semler den Kupferhof und baute ihn zu seinem Wohnsitz um.
Der Ohlstedter Dorfmittelpunkt befand sich ursprünglich am Ohlstedter Platz, wo die Höfe der drei Vollhufner und der beiden Halbhufner standen. Das heutige Ortszentrum beim U-Bahnhof an der Alten Dorfstraße war bis zum 18. Jahrhundert unbebaut. Erst dann ließen sich dort die neuangesiedelten Kätner nieder. Mit den Gebäuden Alte Dorfstraße 19 (von 1834) und Westerfelde 1 (von 1840) sind noch zwei Katen aus dem 19. Jahrhundert erhalten. Die Kate von 1834 wurde vom Ohlstedter Vollhufner Cord Hinrich Buck für seine Tochter erbaut.
Eine gemeinsame Dorfschule von Wohldorf und Ohlstedt „Im Busch 8“ wurde 1751 errichtet, brannte aber 1911 ab. 1784 erteilte die für die hamburgischen Walddörfer zuständige Waldherrenschaft eine Genehmigung für den Bau einer ersten „Wirtschaft und Hökerei“ in Ohlstedt, die an der Alten Dorfstraße errichtet wurde. Branntwein und Bier musste der Wirt von der „Herrschaftlichen Brau- und Brennerei des Wohldorfer Hofes“ beziehen. Anstelle des 1927 aufgrund Blitzschlages abgebrannten Gasthauses steht heute ein Hotel.  Der Wohldorfer Wald wurde 1770 zum Erholungsgebiet erklärt.
Die 1843 im Duvenstedter Triftweg errichtete Wohldorfer Schmiede verfiel langsam, war jedoch 1963 rechtzeitig für einen Nachbau aufgemessen worden. Sie wurde 1976/77 im Museumsdorf Volksdorf  unter Verwendung des geborgenen Gewölbes der Esse und des Blasebalg rekonstruiert. 1872 wurden die beiden Gemeinden Wohldorf und Ohlstedt zur Gemeinde Wohldorf-Ohlstedt zusammengefasst. Das Gebäude der heutigen Freiluftschule an der Bredenbekstraße in Wohldorf wurde 1884 anstelle eines abgebrannten Vorgängerbaus von 1773 als Gastwirtschaft errichtet und bis in die 1940er Jahre betrieben. Nach der Nutzung als Lazarett (seit 1943) und Altersheim war dort von 1950 an für knapp zwanzig Jahre eine Grundschule untergebracht. Die Freiwilligen Feuerwehren in Wohldorf und Ohlstedt wurde 1894 gegründet.
Der Bau der Elektrische Kleinbahn Alt-Rahlstedt–Volksdorf–Wohldorf (Kleinbahn (EKV)) begann 1904. Der Streckenabschnitt zwischen Volksdorf und Wohldorf wurde im Mai 1907 eröffnet. Mit der Inbetriebnahme der Walddörferbahnverlängerung von Volksdorf nach Ohlstedt 1925 wurde der Betrieb nach Süden eingestellt, die Kleinbahn fuhr nur noch zwischen Wohldorf und Ohlstedt, bis auch dieses Reststück am 29. Januar 1961 stillgelegt wurde. Nachdem der Hamburger Senat die fertige Planung für einen Museumsbahnbetrieb abgelehnt hatte, wurde auf der Strecke ein Wanderweg errichtet. Für die Gefallenen des Ersten Weltkriegs entstand ein Ehrenmal im Wohldorfer Wald. Nach dem Richtfest 1927 wurde das neue Rathaus der Verbandsgemeinde 1928 eröffnet. Es beherbergte auch eine Filiale der Hamburger Sparkasse und ist bis heute Standort der Freiwilligen Feuerwehr. Nach der Eingemeindung nach Hamburg durch das Groß-Hamburg-Gesetz 1938 zog anstelle der nicht mehr existierenden Gemeindeverwaltung für die nächsten 50 Jahre die Post in das Gebäude, das heute nach dem Gemeindevorsteher der Weimarer Zeit „Richard-Timmermann-Haus“ heißt. Bis in die 1970er Jahre beherbergte es auch die Bauprüfabteilung des Ortsamtsbereichs Walddörfer. Ebenfalls 1928 wurde in der Bredenbekstraße 29 eine für die damalige Zeit extravagante Backsteinvilla nach Plänen von Karl Schneider errichtet. Da die Gemeindeverwaltung dem Bau ablehnend gegenüberstand, bedurfte der Bauherr einer Ausnahmegenehmigung des Hamburgischen Oberbaudirektors Fritz Schumacher. Die „Schule am Walde“ wurde 1931 im Kupferredder gebaut und im August des Jahres eröffnet. Sie ersetzte das alte Schulhaus aus den 1850er Jahren. Nachdem sie 1997 um einen Realschulzweig erweitert wurde, ist sie seit dem Schuljahr 2011/2012 wieder eine reine Grund- und Vorschule.
Im Zweiten Weltkrieg wurde 1940 das Grundstück der 1912/13 erbaute Villa Westphal (auch Neuer Kupferhof genannt) in Wohldorf die Sendestation „Vorwerk“ für den deutschen Agentenfunk. Später diente sie als Seminargebäude der Hamburgischen Verwaltung.
Bereits 1939 bezog die Abwehr den Kupferhof. Unter dem Tarnnamen „Domäne“ wurde von hier aus der gesamte Funkverkehr mit den deutschen Agenten in Nord- und Westeuropa, Großbritannien, Irland und dem gesamten amerikanischen Kontinent geführt. Ab 1940 diente der Kupferhof als Betriebs- und Empfangszentrale. Die Personalstärke lag bei ungefähr 110 Personen. Kurz vor dem Einmarsch der britischen Truppen Anfang 1945 zerstörten die deutschen Soldaten die Anlage.
1954 wurde die Matthias-Claudius-Kirche in Ohlstedt gebaut und am 4. Dezember des Jahres eingeweiht. Der heutige Sportplatz des TSV DUWO 08 wurde 1956 an der Sthamerstraße errichtet. Seit 1958 steht der Duvenstedter Brook unter Naturschutz. 1968 wurde die erste Fernsprechvermittlungsstelle der Bundespost in der Ohlstedter Straße in Betrieb genommen. 1971 zog das 1970 gegründete Gymnasium Ohlstedt in provisorische Pavillons auf dem Gelände der Schule am Walde, wo man ein Jahr blieb, bevor zunächst Pavillons und dann das erste Schulgebäude an der Sthamerstraße errichtet wurden.

## Statistik
- Anteil der unter 18-Jährigen: 20,8 % [Hamburger Durchschnitt: 16,8 % (2023)][5]
- Anteil der Haushalte mit Kindern: 26,6 % [Hamburger Durchschnitt: 17,8 % (2023)][5]
- Anteil der über 64-Jährigen: 22,6 % [Hamburger Durchschnitt: 17,8 % (2023)][5]
- Ausländeranteil: 6,0 % [Hamburger Durchschnitt: 20,7 % (2023)][5]
- Anteil von Leistungsempfängern nach SGB II: 2,5 % [Hamburger Durchschnitt: 10,0 % (2023)][5]
- Arbeitslosenquote: 2,6 % [Hamburger Durchschnitt: 6,2 % (2023)][5]

Wohldorf-Ohlstedt zählt zu den wohlhabendsten Hamburger Stadtteilen. Die durchschnittlichen jährlichen Einkünfte pro Steuerpflichtigen betrugen hier im Jahre 2020 etwa 110.786 Euro und sind deutlich höher als der Hamburger Durchschnitt (48.035 Euro).
| Jahr      | 1987 | 1991 | 1995 | 2000 | 2002 | 2004 | 2006 | 2008 | 2010 | 2011 | 2012 | 2013 | 2014 | 2015 | 2016 | 2023 |
| --------- | ---- | ---- | ---- | ---- | ---- | ---- | ---- | ---- | ---- | ---- | ---- | ---- | ---- | ---- | ---- | ---- |
| Einwohner | 3693 | 3770 | 4018 | 4085 | 4229 | 4260 | 4402 | 4395 | 4437 | 4450 | 4423 | 4433 | 4475 | 4823 | 4656 | 4801 |

## Politik
Für die Wahl zur Hamburgischen Bürgerschaft gehört Wohldorf-Ohlstedt zum Wahlkreis Alstertal – Walddörfer. Die Bürgerschaftswahl 2025 führte zu folgendem Ergebnis:
| Bürgerschafts- wahl | Wohldorf-Ohlstedt | Wohldorf-Ohlstedt | Wohldorf-Ohlstedt | Wohldorf-Ohlstedt | Wohldorf-Ohlstedt | Wohldorf-Ohlstedt | Wohldorf-Ohlstedt |
| Bürgerschafts- wahl | CDU               | SPD               | Grüne 1           | AfD               | FDP               | Linke 2           | Übrige            |
| ------------------- | ----------------- | ----------------- | ----------------- | ----------------- | ----------------- | ----------------- | ----------------- |
| 2025                | 39,2 %            | 26,2 %            | 17,3 %            | 04,8 %            | 04,1 %            | 03,5 %            | 04,9 %            |
| 2020                | 17,5 %            | 35,2 %            | 25,8 %            | 03,5 %            | 10,8 %            | 04,0 %            | 03,0 %            |
| 2015                | 20,8 %            | 38,5 %            | 14,9 %            | 04,7 %            | 14,5 %            | 04,1 %            | 02,5 %            |
| 2011                | 27,3 %            | 38,7 %            | 15,1 %            | –                 | 14,1 %            | 02,4 %            | 02,4 %            |
| 2008                | 49,7 %            | 22,3 %            | 15,2 %            | –                 | 09,4 %            | 02,5 %            | 00,9 %            |
| 2004                | 56,3 %            | 17,5 %            | 17,9 %            | –                 | 05,2 %            | –                 | 03,1 %            |
| 2001                | 35,7 %            | 25,0 %            | 11,6 %            | –                 | 10,9 %            | 00,1 %            | 16,7 % 3)         |
| 1997                | 45,8 %            | 19,5 %            | 14,8 %            | –                 | 06,5 %            | 00,3 %            | 13,1 % 4)         |
| 1993                | 38,3 %            | 20,8 %            | 15,4 %            | –                 | 06,0 %            | –                 | 19,5 % 5)         |
| 1991                | 51,8 %            | 24,5 %            | 08,9 %            | –                 | 11,7 %            | –                 | 03,1 %            |
| 1987                | 54,7 %            | 25,4 %            | 07,2 %            | –                 | 11,6 %            | –                 | 01,1 %            |
| 1986                | 60,6 %            | 20,4 %            | 09,7 %            | –                 | 09,0 %            | –                 | 00,4 %            |
| Dez. 1982           | 61,5 %            | 23,8 %            | 07,5 %            | –                 | 06,7 %            | –                 | 00,5 %            |
| Jun. 1982           | 65,0 %            | 20,4 %            | 07,8 %            | –                 | 05,7 %            | –                 | 01,1 %            |
| 1978                | 60,4 %            | 26,0 %            | –                 | –                 | 04,5 %            | –                 | 09,1 %            |
| 1974                | 60,7 %            | 23,8 %            | –                 | –                 | 12,7 %            | –                 | 02,8 %            |

Bei Bezirksversammlungswahlen gehört der Stadtteil zum Wahlkreis Lemsahl-Mellingstedt, Duvenstedt, Wohldorf-Ohlstedt, Bergstedt, Volksdorf. Bei Bundestagswahlen zählt Wohldorf-Ohlstedt zum Bundestagswahlkreis Hamburg-Nord.

## Institutionen und öffentliche Einrichtungen
In Wohldorf-Ohlstedt gibt es den Grill- und Spielplatz Haselknick bei den Ohlstedter Alsterwiesen, einen U-Bahnhof, den Sportverein TSV DUWO 08, zwei Schulen, eine evangelische Kirche (die Matthias-Claudius-Kirche) und einen Waldfriedhof. Außerdem gibt es diverse private Einrichtungen. Neben einigen Geschäften gibt es auch eine Kneipe, eine Eisdiele und ein Hotel-Restaurant.

### Schulen
In Wohldorf-Ohlstedt gibt es zwei Schulen, die „Schule am Walde“ (Vor- und Grundschule) sowie das Gymnasium Ohlstedt. Die „Schule am Walde“ ist zwei- bis dreizügig, das Gymnasium Ohlstedt überwiegend vierzügig.

### Freiwillige Feuerwehren
In Wohldorf-Ohlstedt gibt es mit der Freiwilligen Feuerwehr Wohldorf und der Freiwilligen Feuerwehr Ohlstedt zwei Freiwillige Feuerwehren. Da Wohldorf-Ohlstedt am Rand Hamburgs liegt, sind die FF Wohldorf und FF Ohlstedt zusätzlich First Responder.

### Neuer Kupferhof
Seit 2013 gibt es ein Kurzzeit-Zuhause für 12 Kinder und Jugendliche mit Handicap. Betreiber ist der gemeinnützige Verein „Hände für Kinder“.

### Nahverkehrsmuseum Kleinbahnhof Wohldorf
Das Nahverkehrsmuseum Kleinbahnhof Wohldorf ist in einem ehemaligen Bahnhofsgebäude der Elektrischen Kleinbahn Alt-Rahlstedt–Volksdorf–Wohldorf untergebracht. Es informiert u. a. über die Nahverkehrsgeschichte von Stadt und Region.

## Verkehr

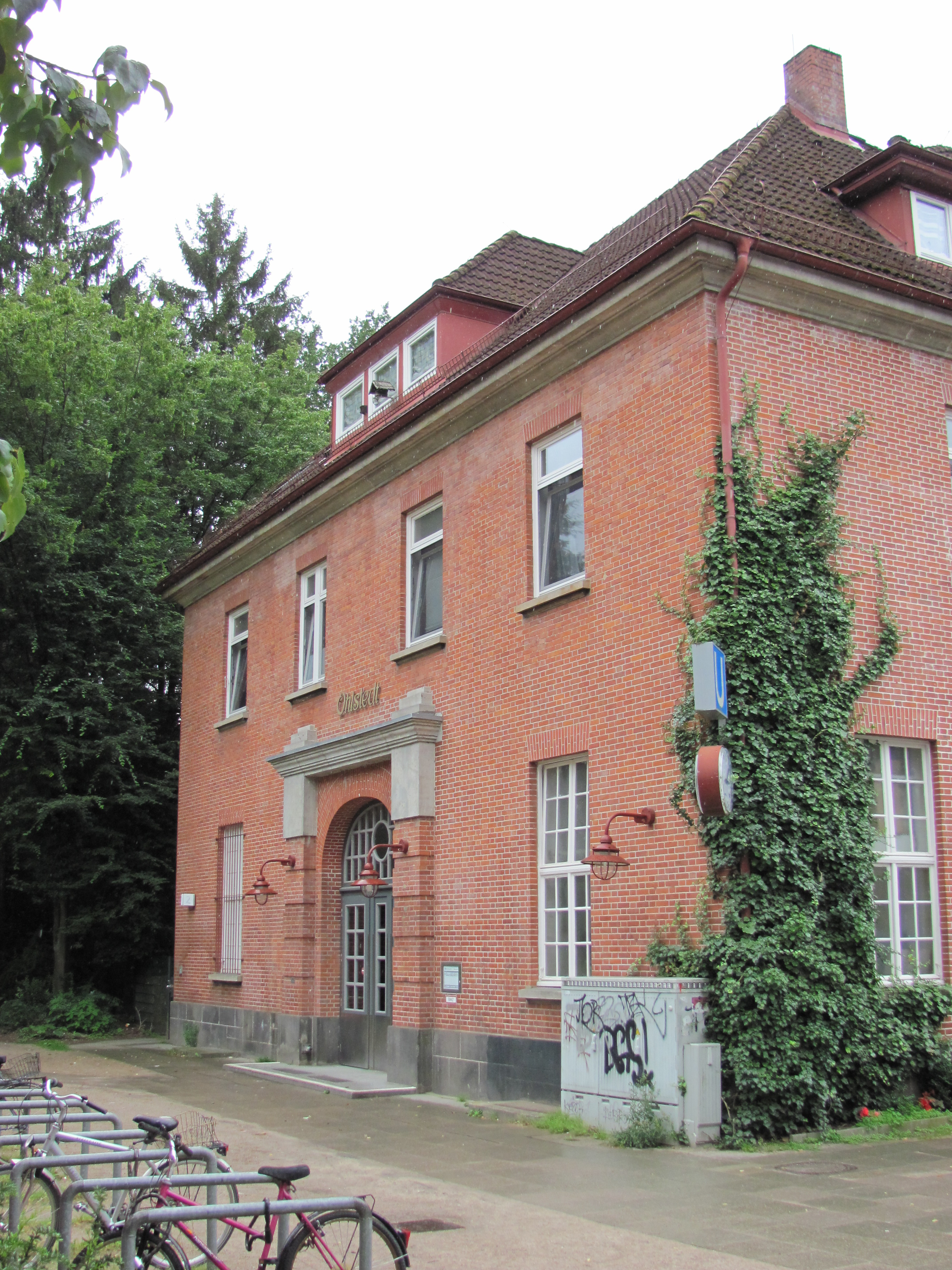
U-Bahnhof Ohlstedt

Die Elektrische Kleinbahn Alt-Rahlstedt–Volksdorf–Wohldorf erreichte Wohldorf im Jahr 1907 und Ohlstedt im Jahr 1925. Inzwischen ist die Strecke stillgelegt. Die ehemalige Endstation beherbergt das Nahverkehrsmuseum Kleinbahnhof Wohldorf.
Die U-Bahn-Linie U1 der Hamburger U-Bahn hat in Wohldorf-Ohlstedt eine ihrer beiden Endhaltestellen.